# Риодиниды
Риодиниды, или пеструшки (лат. Riodinidae), — семейство дневных бабочек, представители которого объединяют в себе признаки голубянок и нимфалид. Сравнительно молодая группа, образовавшаяся чуть более 50 млн лет назад. Около 1500 видов.

## Описание
Бабочки небольшого, реже среднего размера, с размахом крыльев 18—63 мм. Окраска преимущественно яркая.
Жилки R и М, на задних крыльях. расположены на едином стебельке. Внешний край переднего крыла несколько выпуклый. На переднем крыле жилка М у основания срастается с R4+5. Жилкование задних крыльев: костальная жилка заднего крыла утолщена под углом к плечу, а плечевая жилка достаточно короткая.
Самцы обладают укороченными передними ножками, у самок они вполне развиты и полностью функциональны. Среди представителей семейства широко распространена Бейтсовская мимикрия.
Обитают преимущественно в тропиках, большинство современных видов (около 1300) — в Южной Америке, в Палеарктике около 9-10 видов, преимущественно центрально- и восточно-палеарктических, в Европе только 1 вид — люцина; в горах Средней Азии — виды рода Polycaena.
Кормовые растения гусениц: Araceae, Asteraceae, Bromeliaceae, Bombacaceae, Cecropiaceae, Clusiaceae, Dilleniaceae, Euphorbiaceae, Fabaceae, Lecythidaceae, Loranthaceae, Malpighiaceae, Marantaceae, Melastomataceae, Myrtaceae, Orchidaceae, Rubiaceae, Sapindaceae, Zingiberaceae.

## Палеонтология
Единственное имаго риодинид в ископаемом состоянии известно из доминиканского янтаря.

## Галерея

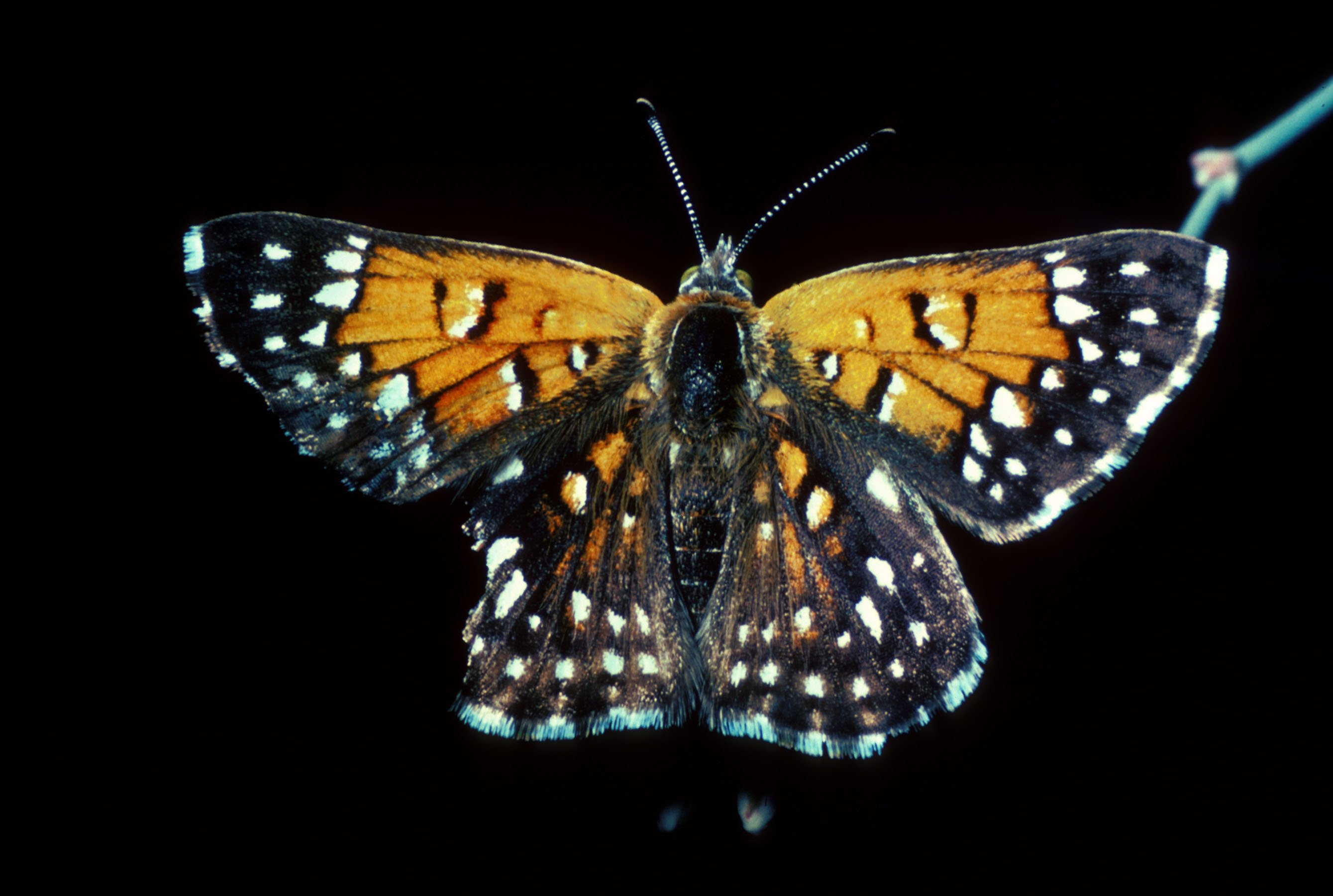
Apodemia mormo
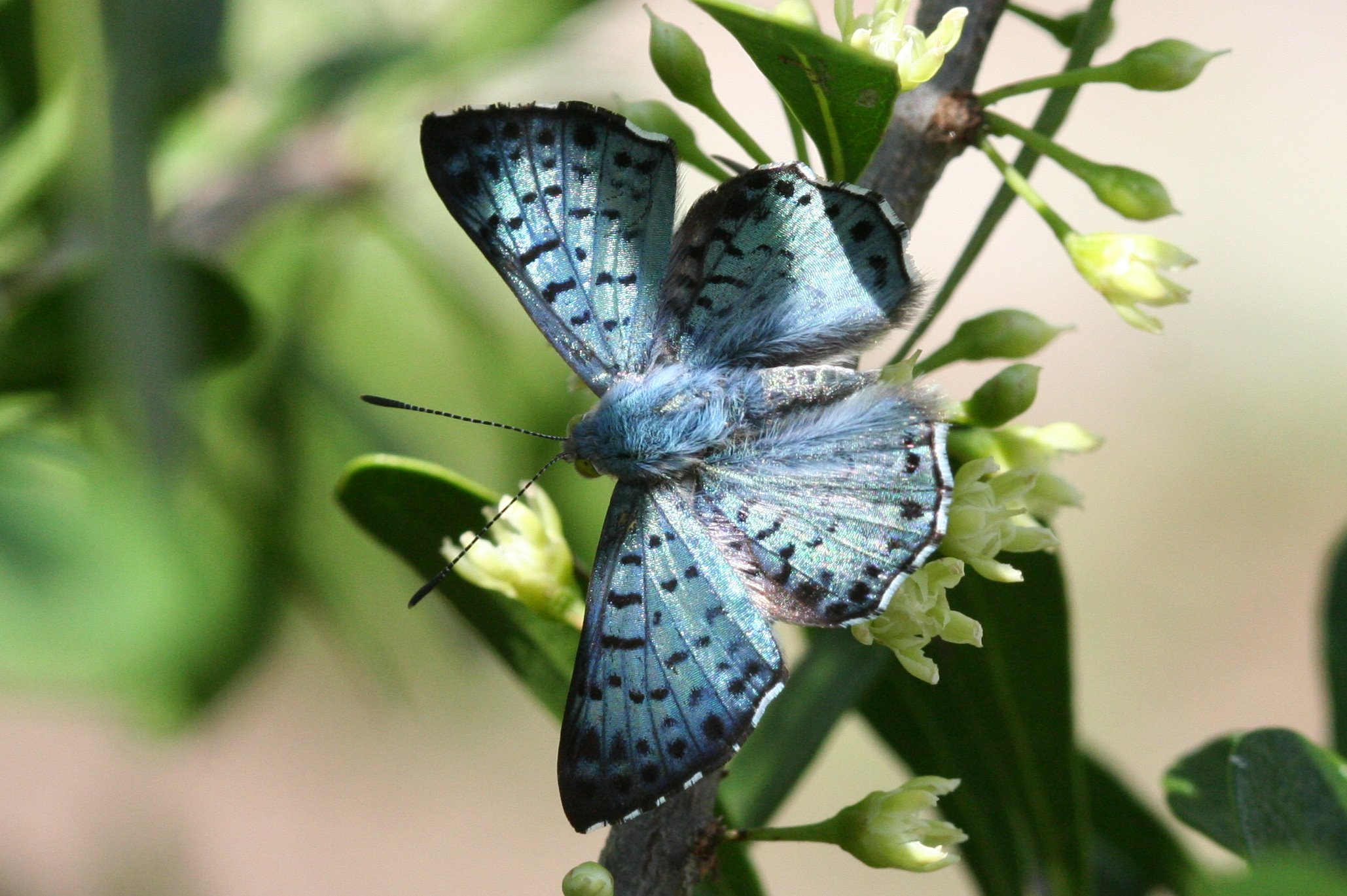
Lasaia sula
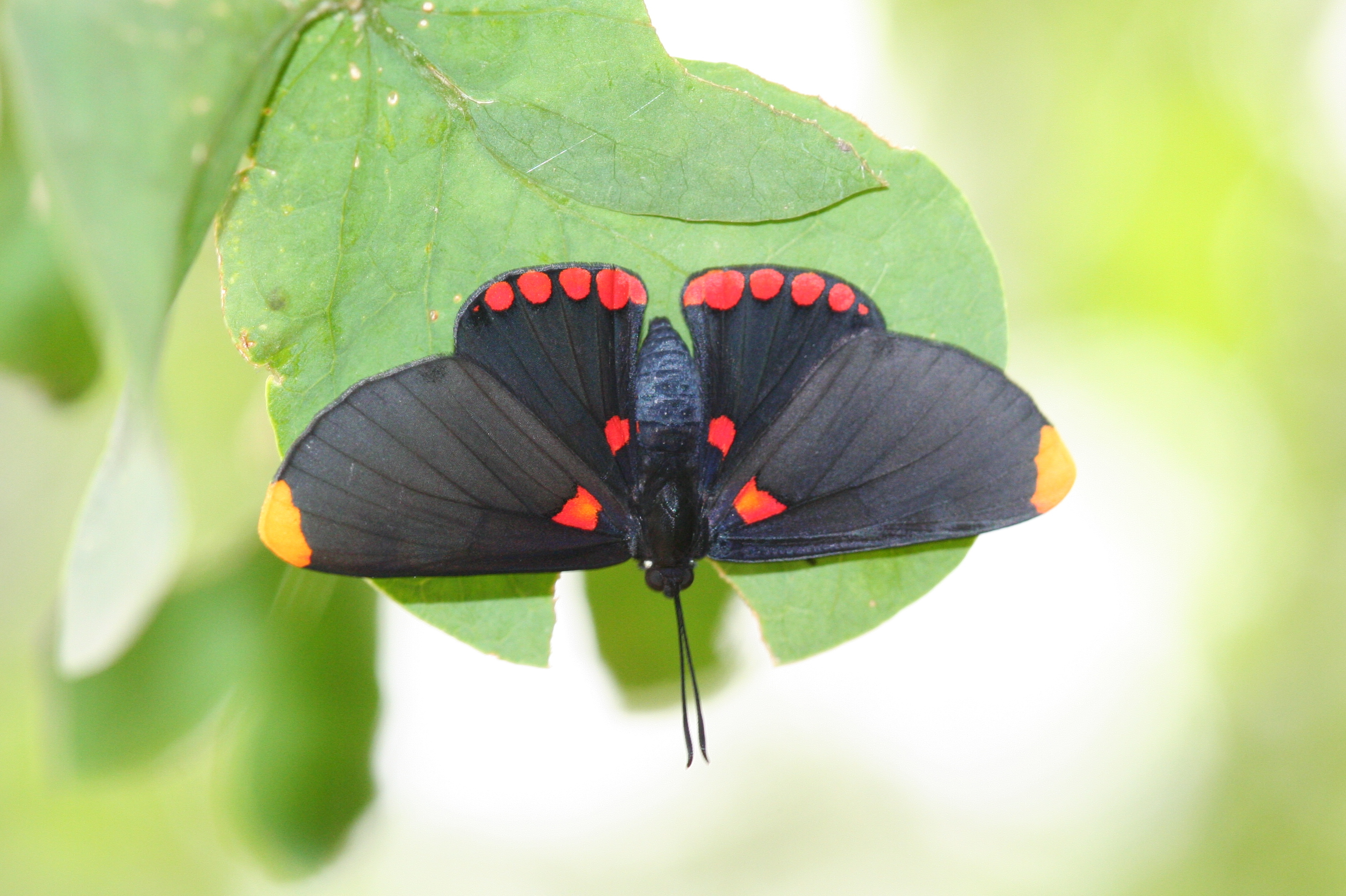
Melanis pixe

## Систематика
146 родов и 1532 вида (на декабрь 2011 года), включая 4 ископаемых.

### Подсемейства
- Euselasiinae
- Nemeobiinae — иногда рассматривается как триба Nemeobiini
- Riodininae

### Трибы и роды
- Hamearis
- Dicallaneura
- Praetaxila
- Taxila
- Триба Nemeobiini
  - Polycaena
  - Saribia
  - Takashia
- Триба Abisarini
  - Abisara
  - Laxita
  - Paralaxita
  - Stiboges
- Триба Zemerini
  - Dodona
  - Zemeros